# Waghapur
Waghapur é uma vila no distrito de Yavatmal, no estado indiano de Maharashtra.

## Demografia
Segundo o censo de 2001, Waghapur tinha uma população de 8405 habitantes. Os indivíduos do sexo masculino constituem 54% da população e os do sexo feminino 46%. Waghapur tem uma taxa de literacia de 69%, superior à média nacional de 59.5%: a literacia no sexo masculino é de 63% e no sexo feminino é de 76%. Em Waghapur, 10% da população está abaixo dos 6 anos de idade.